# Conan il barbaro (colonna sonora)
Conan il barbaro (1982) è la colonna sonora composta da Basil Poledouris del film omonimo (Conan the barbarian) diretto da John Milius. Ha avuto una nomination come miglior colonna sonora (Best Film Music) al Saturn Award nel 1983 e ha vinto il premio IFMCA come miglior colonna sonora di archivio nel 2012.

## Tracce
1. Anvil Of Crom - 2:34
2. Riddle Of Steel / Riders Of Doom - 5:36
3. Gift Of Fury - 3:50
4. Wheel Of Pain - 4:09
5. Atlantean Sword - 3:50
6. Theology / Civilization - 3:13
7. Love Theme (Wifeing) - 2:10
8. The Leaving / The Search - 5:59
9. Mountain Of Power Procession - 3:21
10. The Tree Of Woe - 3:31
11. Recovery - 2:11
12. The Kitchen / The Orgy (scritta da Basil & Zoë Poledouris) - 6:30
13. Funeral Pyre - 4:29
14. Battle Of The Mounds - 4:52
15. Death Of Rexor - 5:34
16. Orphans Of Doom / The Awakening - 5:31